# Euoestropsis viridis
Euoestropsis viridis là một loài ruồi trong họ Tachinidae.